# Armenische Botschaft in Wien

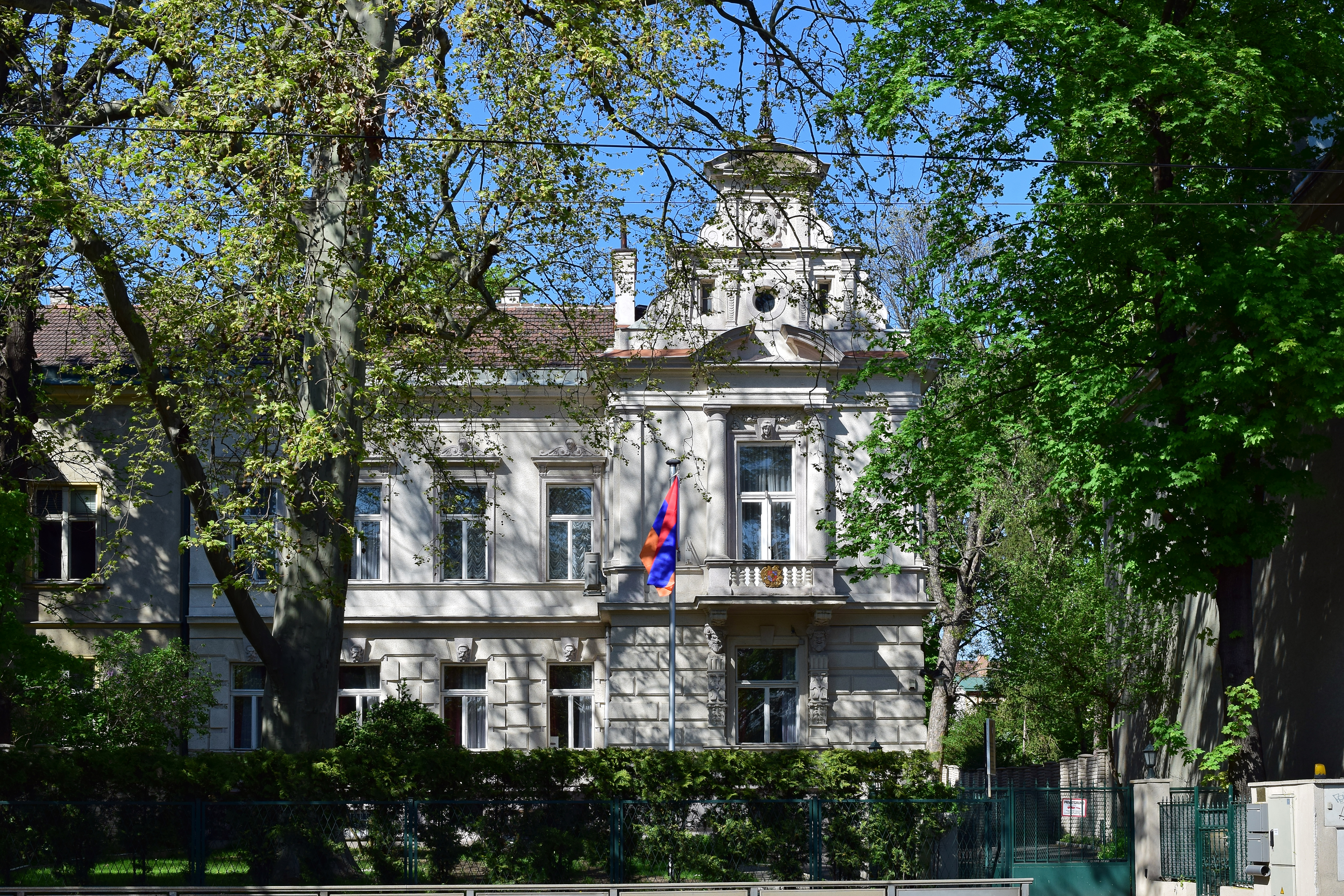
Armenische Botschaft in Wien

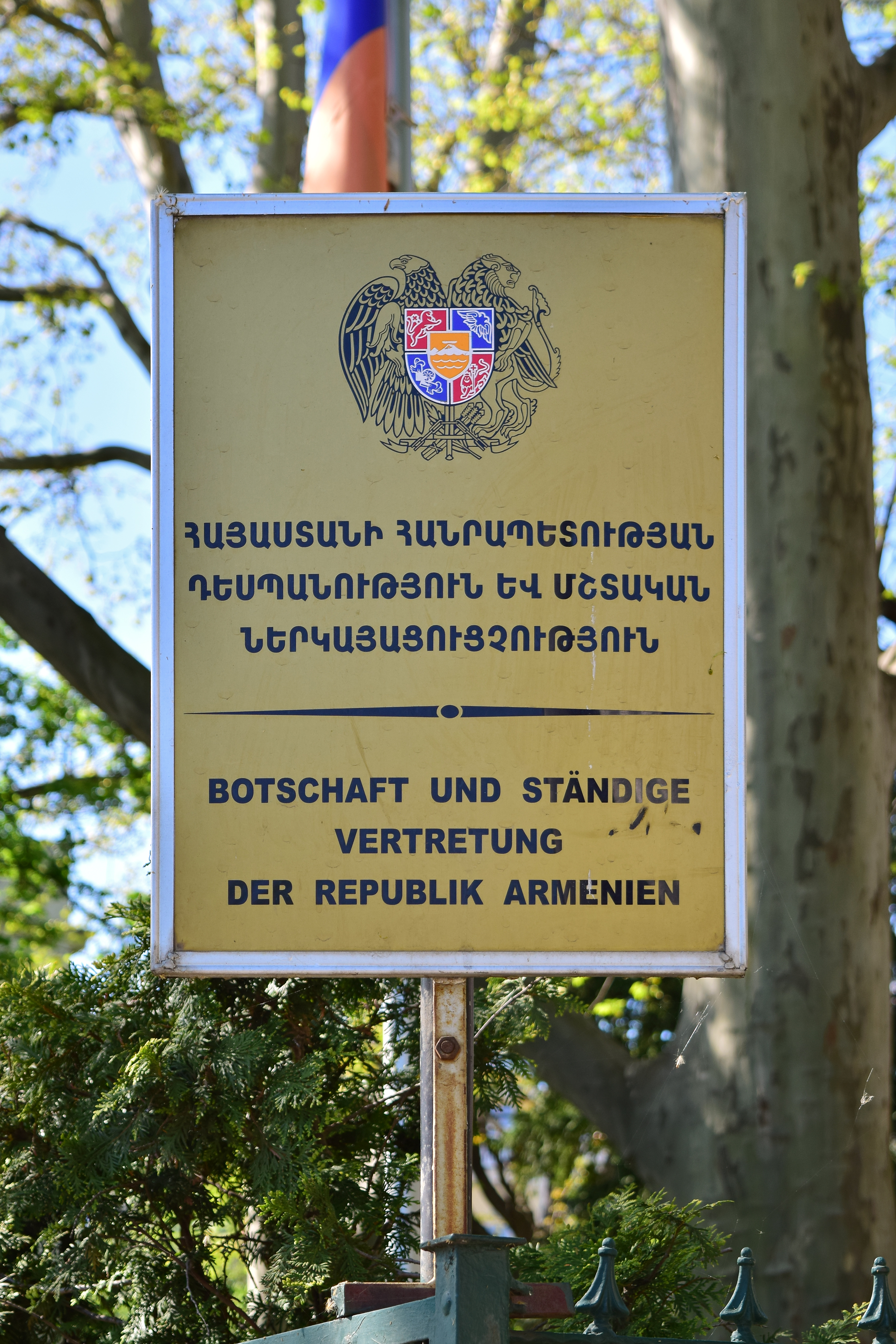
Hinweisschild Hadikgasse

Die Armenische Botschaft in Wien ist die diplomatische Auslandsvertretung der Republik Armenien in der Republik Österreich und gleichzeitig die Ständige Vertretung Armeniens bei den internationalen Organisationen (UNIDO, UNODC, IAEO, CTBTO, OSZE) in Wien.
Sie befindet sich im Botschaftsquartier des Wiener Gemeindebezirkes Penzing in der Hadikgasse 28. Benachbarte Botschaften sind die Tschechiens und Nordkoreas.

## Botschafter
Derzeitiger Außerordentlicher und Bevollmächtigter Botschafter der Republik Armenien in Österreich ist Armen Papikyan (* 1973).